# Metacrias hudsoni
Metacrias hudsoni là một loài bướm đêm thuộc phân họ Arctiinae, họ Erebidae.